# Lirac
Lirac là một xã trong vùng Occitanie, thuộc tỉnh Gard, quận Nîmes, tổng Roquemaure. Tọa độ địa lý của xã là 44° 02' vĩ độ bắc, 04° 41' kinh độ đông. Lirac nằm trên độ cao trung bình là 83 mét trên mực nước biển, có điểm thấp nhất là 88 mét và điểm cao nhất là 266 mét. Xã có diện tích 9,76 km², dân số vào thời điểm 1999 là 737 người; mật độ dân số là 75 người/km².

## Thông tin nhân khẩu
| 1962 | 1968 | 1975 | 1982 | 1990 | 1999 |
| ---- | ---- | ---- | ---- | ---- | ---- |
| 272  | 317  | 329  | 442  | 631  | 737  |